# XD (album)
XD è il secondo album del gruppo musicale italiano Lost, pubblicato il 25 gennaio 2008 dalla Carosello Records.

## Il disco
Nel 2006, dopo la pubblicazione del demo del brano My (?) su MySpace, il gruppo riscuote il primo successo tra gli utenti della rete sociale. Così, nel settembre del 2006, i Lost firmano un contratto per la casa di produzione Bass Department Records di Matteo Franzan che è diventato poi il loro produttore.
Nell'estate 2007 il gruppo si iscrive al Free Music Audition, organizzato da Cornetto, e viene selezionato per la diretta del programma musicale di MTV Total Request Live con la tappa a Bari. Grazie a questa manifestazione e alla registrazione del videoclip Oggi, l'etichetta discografica Carosello decide di scritturarli.
Il singolo Oggi ufficialmente esce il 15 novembre 2007 e la settimana seguente entra al 20º posto della Top Singoli in Italia, grazie soprattutto alla promozione alla trasmissione di Total Request Live. Entro la fine del 2007 i Lost hanno anche pubblicato il loro secondo singolo Tra pioggia e nuvole insieme al videoclip relativo, anch'esso promosso da TRL.
Il 25 gennaio 2008 viene pubblicato l'album XD, titolo che è stato scelto per rappresentare un omaggio al web dove la band si è fatta conoscere. Prende spunto, infatti, da un'emoticon in voga tra i giovani presso forum, blog, social network, chat e programmi di messaggistica istantanea verso la fine degli anni 2000, oggi caduta in disuso. L'album ha raggiunto la 27ª posizione nella classifica italiana degli album più venduti.
Dopo l'uscita dell'album si è svolto il XD Live Tour 2.0, che nell'estate dello stesso anno li ha visti aprire le due date italiane del tour del gruppo tedesco Tokio Hotel a Roma e Modena, dopo aver aperto in precedenza la data milanese dei Simple Plan.
Il 16 maggio 2008 è stato estratto il terzo singolo Standby, corredato da un video musicale presentato in anteprima il 12 maggio su MTV Pulse e TRL. Il 10 ottobre viene pubblicato in rotazione radiofonica Nel silenzio, il quarto ed ultimo singolo dall'album. Con la promozione del singolo, il 7 novembre 2008, è uscito uno speciale CD+DVD intitolato Live @ MTV.it, che ha debuttato alla 1ª dei DVD più venduti in Italia, conquistando il DVD di platino. Il CD oltre ai singoli Oggi, Tra pioggia e nuvole e Standby, canzoni Ascolta e Troppe volte, cover di SexyBack e Everybody, conteneva anche la versione riarrangiata di Nel silenzio che è stata scelta per il video musicale. Il DVD è stato registrato durante l'MTV Day 2008 a Genova.

## Tracce
1. Standby – 4:26 (testo: Walter Fontana – musica: Matteo Franzan, Stefano Florio)
2. Oggi – 3:49 (testo: Walter Fontana, Matteo Franzan – musica: Stefano Florio)
3. Nel silenzio – 3:23 (testo: Walter Fontana – musica: Matteo Franzan, Stefano Florio)
4. Tra pioggia e nuvole – 3:35 (testo: Walter Fontana – musica: Matteo Franzan, Stefano Florio)
5. Di fronte a te – 4:03 (testo: Walter Fontana, Matteo Franzan – musica: Walter Fontana)
6. Ascolta – 3:28 (testo: Walter Fontana – musica: Matteo Franzan, Stefano Florio)
7. Troppe volte – 3:09 (testo: Walter Fontana – musica: Matteo Franzan, Stefano Florio)
8. In cerca di una scusa – 4:12 (testo: Walter Fontana – musica: Matteo Franzan, Stefano Florio)
9. Una nuova scena – 3:53 (testo: Walter Fontana, Matteo Franzan – musica: Walter Fontana)
10. Sul tuo viso – 3:25 (Walter Fontana)
11. My (?) – 4:21 (testo: Walter Fontana, Matteo Franzan – musica: Walter Fontana)

Durata totale: 41:44

## Formazione
- Walter Fontana – voce
- Roberto Visentin – chitarra
- Giulio Dalla Stella – chitarra
- Luca Donazzan – basso
- Filippo Spezzapria – batteria